# Römisch-katholische Kirche in Argentinien
Die römisch-katholische Kirche in Argentinien ist Teil der weltweiten römisch-katholischen Kirche.

## Geschichte
Bereits 1570 wurde das Bistum Córdoba begründet, welchem 1620 die Gründung des Bistums Buenos Aires folgte. Nachdem es bereits im 19. Jahrhundert zur Gründung neuer Bistümer gekommen war, kam es 1934 zu einer Neuordnung der argentinischen Bistümer, bei welcher neue Kirchenprovinzen errichtet wurden.
Papst Johannes Paul II. hatte wesentlichen Anteil an der Befriedung des Beagle-Konflikts vom November 1978 und dem Friedensvertrag zwischen Argentinien und Chile im Jahre 1984.
Die argentinischen Bischofskonferenz kann sich seit Jahren nicht auf eine offene Auseinandersetzung mit der Rolle der Kirche während der Militärjunta in Argentinien (1976–1983) einigen. Sie warb nach dem Ende der Diktatur stattdessen für eine „nationale Versöhnung“ und den „Blick nach vorn“. Die römische Kurie reagiert seit mehreren Jahren mit vermehrtem Einfluss auf die Situation, zuletzt mit der Ernennung von Bischöfe entgegen den Wünschen der konservativen argentinischen Bischofskonferenz. 2007 wurde erstmals ein katholischer Priester wegen der Beteiligung an Verbrechen während der Militärdiktatur zu lebenslanger Haft verurteilt.
Zwischen Argentinien und dem Heiligen Stuhl bestehen seit Mitte des 19. Jahrhunderts diplomatische Beziehungen, seit Anfang des 20. Jahrhunderts auf dem Niveau einer Apostolischen Nuntiatur. Apostolischer Nuntius in Argentinien ist seit Februar 2020 Erzbischof Mirosław Adamczyk.

## Organisation
Die römisch-katholische Kirche in Argentinien wird vertreten durch die argentinische Bischofskonferenz. Die Kirche ist in 14 Kirchenprovinzen mit 50 dazugehörenden Suffraganbistümern gegliedert. Hierzu kommt noch ein immediates Erzbistum und drei Territorialprälaturen.
Das größte Bistum ist das Erzbistum Buenos Aires, welches 2,5 Mio. Katholiken zählt. Es gibt fünf weitere (Erz-)Bistümer, die mehr als eine Million Katholiken haben (Córdoba, Lomas de Zamora, Rosario, Mendoza und Quilmes).
92 % der Argentinier sind Katholiken, von denen etwas weniger als 20 % ihren Glauben regelmäßig praktizieren. Heute leben in Argentinien 34.480.000 Katholiken, also 89,2 % der Bevölkerung. In den 69 Diözesen gibt es 2.642 Pfarreien, die von 3.577 Diözesanpriestern, 2.071 Ordenspriestern und 9.070 Ordensfrauen betreut werden.
In Argentinien finden sich u. a. die katholischen Privatuniversitäten, Päpstliche Katholische Universität von Argentinien, (span.: Pontificia Universidad Católica Argentina - UCA) in Buenos Aires, die Universität des Nordens Heiliger Thomas von Aquin, (span.: Universidad del Norte Santo Tomás de Aquino - UNSTA) in San Miguel de Tucumán und die Universidad Católica de La Plata.
Der Titel „Primas von Argentinien“ war von 1936 bis 2024 dem Erzbischof von Buenos Aires vorbehalten. Nach der Erhebung des Bistums Santiago del Estero zum Erzbistum geht der Titel des Primas auf diesen Diözesanbischof über. Das vatikanische Presseamt beschrieb dies als „historische Wiedergutmachung“. Weiterhin hat Santiago del Estero die Titel „Mutter der Städte“ und „Mutter der Diözesen“, wodurch der Primatentitel gerechtfertigt wäre.

## Gerichtsbarkeit
Die kirchliche Gerichtsbarkeit wird in erster Instanz durch acht interdiözesane Gerichte ausgeübt (A – Buenos Aires, B – Córdoba, C – La Plata, D – Tucumán, E – Santa Fe, F – Neuquén, G – Corrientes, H – Mendoza), in zweiter Instanz durch ein Nationales Kirchengericht (Tribunal Eclesiástico Nacional).

## Liste der Bistümer
Lateinische Kirche
- Erzbistum Bahía Blanca: Bistum Alto Valle del Río Negro, Bistum Comodoro Rivadavia, Bistum Rawson, Bistum Río Gallegos, Bistum San Carlos de Bariloche, Bistum Santa Rosa, Bistum Viedma, Territorialprälatur Esquel
- Erzbistum Buenos Aires: Bistum Avellaneda-Lanús, Bistum Gregorio de Laferrère, Bistum Lomas de Zamora, Bistum Morón, Bistum Quilmes, Bistum San Isidro, Bistum San Justo, Bistum San Martín, Bistum San Miguel
- Erzbistum Córdoba: Bistum Cruz del Eje, Bistum San Francisco, Bistum Villa de la Concepción del Río Cuarto, Bistum Villa María, Territorialprälatur Deán Funes
- Erzbistum Corrientes: Bistum Goya, Bistum Oberá, Bistum Posadas, Bistum Puerto Iguazú, Bistum Santo Tomé
- Erzbistum La Plata: Bistum Azul, Bistum Chascomús, Bistum Mar del Plata
- Erzbistum Mendoza: Bistum Neuquén, Bistum San Rafael
- Erzbistum Mercedes-Luján: Bistum Merlo-Moreno, Bistum Nueve de Julio, Bistum Zárate-Campana
- Erzbistum Paraná: Bistum Concordia, Bistum Gualeguaychú
- Erzbistum Resistencia: Bistum Formosa, Bistum San Roque de Presidencia Roque Sáenz Peña
- Erzbistum Rosario: Bistum San Nicolás de los Arroyos, Bistum Venado Tuerto
- Erzbistum Salta: Bistum Catamarca, Bistum Jujuy, Bistum Orán, Territorialprälatur Cafayate, Territorialprälatur Humahuaca
- Erzbistum San Juan de Cuyo: Bistum La Rioja, Bistum San Luis
- Erzbistum Santa Fe de la Vera Cruz: Bistum Rafaela, Bistum Reconquista
- Erzbistum Tucumán: Bistum Añatuya, Bistum Concepción (Argentinien), Erzbistum Santiago del Estero
- Immediat: Militärordinariat

Armenisch-katholische Kirche
- Eparchie San Gregorio de Narek en Buenos Aires

Melkitische Griechisch-katholische Kirche
- Apostolisches Exarchat Argentinien

Syrisch-Maronitische Kirche von Antiochien
- Eparchie des Hl. Scharbel von Buenos Aires

Ukrainische griechisch-katholische Kirche
- Eparchie Santa María del Patrocinio en Buenos Aires

## Präsidenten der Bischofskonferenz
- 1958–1970 Antonio Kardinal Caggiano, Erzbischof von Buenos Aires
- 1970–1976 Adolfo Tortolo, Erzbischof von Paraná
- 1976–1982 Raúl Francisco Kardinal Primatesta, Erzbischof von Córdoba
- 1982–1985 Juan Carlos Kardinal Aramburu, Erzbischof von Buenos Aires
- 1985–1990 Raúl Francisco Kardinal Primatesta, Erzbischof von Córdoba
- 1990–1996 Antonio Kardinal Quarracino, Erzbischof von Buenos Aires
- 1996–2002 Estanislao Esteban Karlic, Erzbischof von Paraná
- 2002–2005 Eduardo Vicente Mirás, Erzbischof von Rosario
- 2005–2011 Jorge Mario Kardinal Bergoglio SJ, Erzbischof von Buenos Aires
- 2011–2017 José María Arancedo, Erzbischof von Santa Fe de la Vera Cruz
- 2017–2024 Óscar Vicente Ojea Quintana, Bischof von San Isidro
- seit 2024 Marcelo Daniel Colombo, Erzbischof von Mendoza